# Today (programa de televisão)
Today, também conhecido como The Today Show, é um programa de televisão estadunidense exibido diariamente pela rede NBC. O programa, que estreou em 1952, é o primeiro de seu gênero e fez surgir várias edições semelhantes nos Estados Unidos e, posteriormente, no mundo. Today também é conhecido por ser o terceiro programa mais longevo da televisão estadunidense.